# Formica cockerelli
Formica cockerelli é uma espécie de formiga do gênero Formica, pertencente à subfamília Formicinae.